# アーロン・ドヌム
アーロン・レオナルド・ドヌム (Aron Leonard Dønnum , 1998年4月20日 - )は、ノルウェー・アーケシュフース県エイズヴォル出身のサッカー選手。リーグ・アン・トゥールーズFC所属。ポジションはFW。

## クラブ経歴
2013年にヴォレレンガ・フォトバルのユースアカデミーに入所。2017年にトップチームに昇格。7月17日のクリスチャンスンBK戦でプロデビュー。2018年シーズンはハマルカメラテネに半年間のローン移籍でプレーし、15試合1ゴールを記録。同シーズン途中にヴォレレンガ・フォトバルに復帰し、2019年シーズンよりトップチームに定着。同シーズンは6ゴールを記録。翌2020年シーズンも8ゴールを決め、更に2021年シーズンもシーズン途中まで10試合6ゴールを決めた。
2021年7月23日、スタンダール・リエージュと4年契約を締結。11月7日のクラブ・ブルッヘ戦で移籍後初ゴールを決めた。

## 代表経歴
2019年にU-21のノルウェー代表でプレー。2021年6月にフル代表初招集。2日のルクセンブルク戦で代表デビューを果たした。